# 明石 (工作艦)

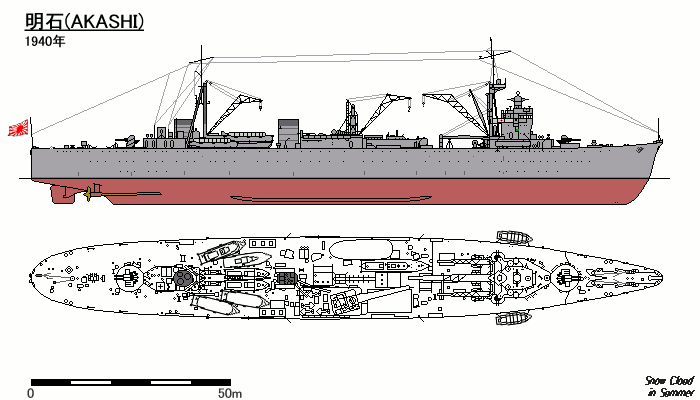
工作艦「明石」艦型図

明石（あかし）は、日本海軍唯一の新造工作艦。艦名は兵庫県明石市の名所、明石の浦にちなみ、明治中期の防護巡洋艦明石に続いて2代目。アメリカ海軍の工作艦『メデューサ (USS Medusa, AR-1)』並みの修理能力を持つ特務艦として建造された。
艦内神社は柿本神社 (明石市)及び明石神社

## 計画
1924年に商船改造の工作艦関東が沈没して以降、長らく新型工作艦建造が熱望されていたが、予算難から中々実現しなかった。当時の日本海軍が運用する最大の工作艦は、日露戦争で活躍した敷島型戦艦朝日を改装したものであった。このような状況下、昭和6年度(1931年)に10,000トン型(計画番号J2)1隻整備の構想が提出され、新型工作艦(J2c)の建造は1934年（昭和9年）の『②計画』でようやく承認された。
日本海軍では本格的な工作艦の建造経験がなかったので、アメリカ海軍やイギリス海軍の工作艦などに関する発表論文等を詳細に調べ、設計に際しての参考としたという。
1934年頃の商議での当初の要求は、基準排水量約10,000トン、速力18ノット、12.7cm高角砲4門、対空機銃4挺以上、航続力14ノットで8,000カイリであった。
工作能力は米工作艦「メデューサ」程度、補給無しで3カ月間活動可能を目途とし、1936年4月に艦型が決定した。

## 艦型
専従艦種として建造されたため、艦内に17ある工場には海軍工廠にすら配備していないドイツ製工作機械など最新の114台が設置されていた。そのため修理能力は非常に優れ、連合艦隊の平時年間修理量35万工数の約40%を処理できる計算であり、文字通り『移動する海軍工廠』であった。小倉竜朗技術大尉（明石造船主任）は「あらゆる修理工事が可能だった」と回想している。
船体は平甲板型として艦内の工場面積を稼ぐと共に、上甲板に構造物をなるべく置かず、露天作業場の面積を確保した。
上甲板に設置された作業用の電動デリック(クレーン)は、前部マストに10トン1台、艦橋後壁の両舷に5トン1台ずつ、後部マストに揚艇用を兼ねて10トン1台、中央部右舷に23トン1台の計5台を配置した。
また艦内の工場にも第1機械工場に3トン天井クレーン、第1鋳造工場に5トン天井クレーン、鍛冶および鈑金工場に3トンジブクレーンがそれぞれ1台設置された。
煙突は2本あり、後部は主機であるディーゼル機関の排気用の消音器2本と補助缶煙突1本を1つにまとめたもの、前部は艦内各工場からの排気用だった。
自衛用の武装として、艦首尾甲板に12.7cm連装高角砲各1基計4門を装備、その他に艦橋直後のシェルター甲板上に25mm連装機銃を左右1基ずつ装備した。
明石には艦自体の乗員のほか、工作に従事する工作部員（造船科員、機関科員、海軍技師）も乗艦していた。

## 艦歴
1936年（昭和11年）10月22日、明石、駆逐艦朝雲、山雲の3隻にそれぞれ艦名が与えられた。1937年（昭和12年）1月18日に佐世保工廠にて起工、1938年（昭和12年）6月29日進水、1939年（昭和13年）7月31日竣工。呉鎮守府籍、連合艦隊付属となった。
1940年（昭和15年）10月11日、紀元二千六百年特別観艦式に参加している。その際、呉への帰途で艦名の由来となった兵庫県明石市に停泊しており、当時の明石市長であった青木雷三郎らの表敬を受けている。

### 太平洋戦争
太平洋戦争の開戦と同時に南方に進出すると、工作艦朝日等と艦艇修理任務に従事する。当時の日本海軍が保有していた工作艦は、明石、朝日および特設工作艦松栄丸、山彦丸の4隻で、のちに特設工作艦浦山丸、八海丸、山霜丸、白沙が就役した。
パラオ諸島、フィリピンのダバオ、スラウェシ島のスターリング湾、モルッカ諸島のアンボンなど、南洋の各地を駆け回り多くの艦を修理した。だが、朝日は1942年（昭和17年）5月26日に米潜水艦サーモンの雷撃で沈没した。6月上旬のミッドウェー海戦では、近藤信竹中将指揮下の攻略部隊（旗艦愛宕）に所属していた。同海戦での大敗後、明石はトラック泊地において大破した重巡最上に仮艦首を装着する修理をおこなう。8月5日、最上、明石は第16駆逐隊（雪風、時津風）に護衛されて内地へ帰投、8月11日に呉へ到着した。
8月18日、明石は豊後水道を通過、日本本土を離れ8月23日にトラック島へ到着する。進出直後の8月28日には、第二次ソロモン海戦で中破した軽巡神通の修理を行った。以後、同泊地を拠点にして修理・工作に従事する。戦艦大和、空母大鷹、重巡青葉、軽巡阿賀野、駆逐艦春雨、秋月等々、あらゆる艦種・艦艇の修理に従事した。くわえて第四工作部は3000トンの浮きドックを所有しており、小型艦の修理に役立った。これらの整備・補修能力の高さから、明石はアメリカ海軍から『最重要攻撃目標』としてマークされるほどであった。9月9日朝、駆逐艦秋風がトラック泊地に接近する空母雲鷹を米潜水艦と誤認して対潜警報を発令、戦艦大和、練習巡洋艦香取以下、トラック在泊艦艇が一斉に停泊地を変更する騒動が起きる。この時点で、明石は既に3隻の損傷艦を横抱きにして修理していたという。
1944年（昭和19年）2月17日、明石は米機動部隊（第38任務部隊）のトラック島空襲に遭遇した。空襲を受け爆弾1発が命中したが、不発弾のため損傷は軽微であった。ただし、同空襲で駆逐艦追風が撃沈された際、追風に収容中の本艦乗員数十名（もとは内地回航中の軽巡阿賀野に便乗していて同艦沈没時に追風が救助）が戦死している。その後、明石と標的艦の波勝は駆逐艦秋風（第三水雷戦隊）、藤波（第二水雷戦隊）に護衛され19日-20日トラックを出港、21日にはトラックから脱出していた第27駆逐隊春雨が合流した、明石船団は24日パラオ諸島へ到着した。同地で、第三水雷戦隊の駆逐艦夕月、水無月や、トラック島空襲で損傷した27駆の時雨、さらに空襲以前にトラックから退避していた連合艦隊の戦艦・重巡洋艦・水雷戦隊部隊と合流した。
1944年（昭和19年）3月30日、アメリカ軍の第58任務部隊はパラオ大空襲を敢行した。連合艦隊の主力（戦艦武蔵等）は事前に退避しており、泊地に取り残されていた明石以下多数の補助艦艇や商船は次々に撃沈されていった。マラカル島とウルクターブル諸島の間に避泊する明石の周囲には、安宅丸、勝栄丸、吉備丸、第3玉圜丸、昭和丸といった特設掃海艇や駆潜艇が停泊していた。当時乗り組みの造船官の記憶によると「朝からの空襲により、昼頃に高角砲が故障、その間に500ポンド爆弾と思われる1発が命中して火災が発生、その後も次々と爆弾が命中したという。被弾した明石は夕刻になると激しく炎上し、闇夜に浮かび上がっていた。周囲の掃海艇が明石に接舷して消火に協力するが、重油タンクにも引火、消火の見込みがなくなる。ここに至って明石は放棄され、御真影や生存者は周囲の小型艇に収容された。」
明石の喪失は、南方における日本海軍の艦艇修理の要が失われた事を意味した。海軍は特設測量艦白沙（6,800トン）を改造し、5月1日附で特設工作艦とする。白沙はシンガポールに配備されたが、その能力は明石に劣った。このため南方で損傷した艦の修理に際しては、設備の整った内地への帰還を余儀なくされる。
同年5月10日、明石は帝国特務艦籍より除籍された。1954年（昭和29年）、大破着底した明石の解体処分が完了した。

## 艦長
艤装員長
1. 森良造 大佐：1938年12月15日[59] - 1939年6月15日[60]

特務艦長
1. 森良造 大佐：1939年6月15日[60] - 1939年11月1日[61]
2. 宮里秀徳 大佐：1939年11月1日[61] - 1940年7月15日[62]
3. 伊藤義一 大佐：1940年7月15日[62] - 1941年9月25日[63]
4. 福沢常吉 大佐：1941年9月25日[63] - 1942年9月12日[64]
5. 江口松郎 大佐：1942年9月12日[64] - 1943年10月21日[65]
6. 亀山峯五郎 大佐：1943年10月21日[65] - 1944年4月15日[66]

## 同型艦
太平洋戦争中に改⑤計画にて三原(仮称艦名第5416号艦)と桃取(仮称艦名第5417号艦)が計画され、三菱重工業横浜造船所での建造を予定していたが戦局の悪化により建造中止になった。